# Olaf Sæter
Olaf Sæter (* 1. Juli 1871 in Hedmark; † 1. November 1945 in Oslo) war ein norwegischer Sportschütze.

## Erfolge
Olaf Sæter nahm an den Olympischen Spielen 1908 in London und 1912 in Stockholm teil. 1908 belegte er mit dem Freien Gewehr im Dreistellungskampf den neunten Platz im Einzel, während er im Mannschaftswettbewerb Olympiasieger wurde. Zur siegreichen Mannschaft gehörten neben Sæter noch Albert Helgerud, Gudbrand Skatteboe, Ole Sæther, Julius Braathe und Einar Liberg. Vier Jahre darauf schloss er den Wettkampf im Einzel, dieses Mal mit dem Armeegewehr, auf dem 18. Platz ab. Mit der Mannschaft reichte es für den Gewinn der Silbermedaille: gemeinsam mit Gudbrand Skatteboe, Ole Sæther, Albert Helgerud, Østen Østensen und Einar Liberg belegte er hinter Schweden und vor Dänemark den zweiten Platz. Mit dem Armeegewehr auf die 600-m-Distanz in beliebiger Position kam er nicht über den 60. Platz hinaus.